# Elizabeth Ho
Elizabeth Ho (San Francisco, 2 maggio 1983) è un'attrice statunitense, principalmente conosciuta per il suo ruolo di Rhonda Cheng nella serie ABC Family Melissa & Joey e per il ruolo di Jenny nella sit-com Disjointed, con protagonista Kathy Bates.

## Biografia
Ho è nata e cresciuta a San Francisco, in California. Sua madre è l'attrice e ballerina Jennifer Ann Lee, che è apparsa in numerose produzioni di Broadway tra cui A Chorus Line e Jesus Christ Superstar. Ha frequentato la Crystal Springs Uplands School di Hillsborough, in California, per poi studiare economia alla University of Southern California; ha lasciato gli studi per un anno ed è tornata per iscriversi al programma teatrale della scuola, conseguendo un Bachelor of Arts in teatro.
Dal 2007, la Ho ha recitato nelle serie televisive Women's Murder Club, Castle, Grey's Anatomy, Two and a Half Men, Miami Medical e ha interpretato il ruolo principale nel cortometraggio indipendente Kilo.
Ha interpretato, inoltre, il ruolo di Rhonda Cheng in Melissa & Joey, di Debbie Lee in Rake e di Jenny in Disjointed. Ha anche narrato oltre 750 video sul portale Study.com, con argomenti che variano dalla scienza alla musica.

## Filmografia

### Cinema
- Kilo, regia di Phil Lorin e Kiel Murray – cotrometraggio (2010)
- Life Partners, regia di Susanna Fogel (2014)
- Lovesick, regia di Luke Matheny (2014)
- Cinquanta sbavature di nero (Fifty Shades of Black), regia di Michael Tiddes (2016)

### Televisione
- Women's Murder Club – serie TV, episodio 1x01 (2007)
- Castle – serie TV, episodio 2x01 (2009)
- Grey's Anatomy – serie TV, episodio 6x17 (2010)
- Due uomini e mezzo (Two and a Half Men) – serie TV, episodio 7x20 (2010)
- Miami Medical – serie TV, episodio 1x13 (2010)
- Melissa & Joey – serie TV, 5 episodi (2010)
- Bones – serie TV, episodio 6x13 (2011)
- NCIS - Unità anticrimine (NCIS) – serie TV, episodio 9x22 (2012)
- 2 Broke Girls – serie TV, episodio 2x19 (2013)
- Rake – serie TV, episodi 1x03-1x10 (2014)
- Kirby Buckets – serie TV, episodio 1x07 (2014)
- Marry Me – serie TV, episodio 1x14 (2015)
- Disjointed – serie TV, 20 episodi (2017-2018)
- Forever – serie TV, episodio 1x03 (2018)
- Buon quel che vi pare (Merry Happy Whatever) – serie TV, 8 episodi (2019)
- All Rise – serie TV, episodio 1x14 (2020)
- Broke – serie TV, episodio 1x08 (2020)
- Call Me Kat – serie TV, episodio 1x07 (2021)

## Doppiatrici italiane
Nelle versioni in italiano dei suoi lavori, Elizabeth Ho è stata doppiata da:
- Perla Liberatori in Castle
- Letizia Ciampa in NCIS - Unità anticrimine
- Selvaggia Quattrini in All Rise